# VHDL
A VHDL (angolul: VHSIC Hardware Description Language) áramkörök leírására szolgáló szakterület-specifikus hardverleíró nyelv, és a Verilog áramkörleíró nyelv mellett igen nagy jelentőségre tett szert. Segítségével CPLD és FPGA elnevezésű integrált áramkörök elemi makrocelláiból és kapuiból állíthatók össze igen bonyolult működésű áramkörök. 1987 óta az Institute of Electrical and Electronics Engineers (IEEE) nemzetközi szervezet szabványosította IEEE 1076 néven, melynek az utolsó verziója az IEEE 1076-2019.
Azonban a félvezetőgyárak sem kapcsolási rajz alapján készítik a mai, igen bonyolult IC-ket, hanem szintén a fenti nyelveken írják le az áramkör működését, mivel a kapcsolási rajz bonyolult áramkörök esetén áttekinthetetlen méreteket ölt, és a funkciók sem ismerhetők fel első ránézésre.

## Különbség a programozási nyelvek és az áramkörleíró nyelvek közt
A processzorok programozása során a programnyelvből fordított kód utasításait a processzor egymás után sorban végrehajtja (lefuttatja). Az áramkörleíró nyelv az áramkör egyes elemi részeinek összeköttetését definiálja, tehát nem elemi utasítások végrehajtását valósítja meg, hanem (statikus) áramköri összeköttetést definiál.

## Külső hivatkozások
- IEEE VASG (VHDL Analysis and Standardization Group) Archiválva 2011. május 10-i dátummal a Wayback Machine-ben, a hivatalos VHDL munkacsoport
- A comp.lang.vhdl VHDL hírcsoport a Usenet rendszerben
- web Google-beli levelezési csoport
- Gyakori Kérdések és Válaszok Archiválva 2014. február 26-i dátummal a Wayback Machine-ben
- VHDL Példák, ötletek és trükkök.
- Overmapped: VHDL témájú fórum.